# مدينة إف إم (إذاعة)
مدينة إف إم (بالفرنسية: Medina FM) هي محطة إذاعية مغربية خاصة، يقع مقرها في مدينة مكناس.

## روابط خارجية
- الموقع الرسمي
- Portail Maa Al Fallah